# Tumuli von Vierville
Die Tumuli von Vierville (auch Tumuli de la Butte oder Dolmen von Vierville genannt) sind Megalithanlagen südwestlich von Vierville auf der Halbinsel Cotentin nördlich von Carentan im Département Manche in der Normandie in Frankreich. Die beiden Hügel befinden sich etwa 300 Meter westlich der Burg.
Die aus kombinierten Denkmälern bestehende Anlage wurde im Jahr 1826 entdeckt und seit 1975 ausgegraben.
Sie besteht aus:
- einem runden Tumulus, der zentral eine runde Kammer besitzt, die durch einen etwa im Osten liegenden koaxialen, langen, trichterförmigen Gang erschlossen wird
- zwei hornartigen symmetrischen Strukturen, von den Archäologen Antennen genannt, im Westen, deren Zweck rätselhaft ist
- einer Erweiterung des Hügels im Süden mit einer zweiten Kammer.

Die Denkmäler aus der mittleren Jungsteinzeit befanden sich bei ihrem Bau, wie eine Pollenanalyse zeigt, in einer Umgebung, in der Haseln, Eichen und Farne wuchsen.
Die Funde weisen auf Nachbestattungen in der Bronzezeit hin. Die Anlage liegt unzugänglich auf privatem Grund.
Das Ganze ist seit 1974 als Monument historique klassifiziert.